# Giuseppe Tamborini
Giuseppe Tamborini (Lacchiarella, 19 marzo 1943) è un allenatore di calcio ed ex calciatore italiano, di ruolo centrocampista.

## Carriera

### Calciatore
Giocò in Serie A con Sampdoria, Roma e Varese.
'Nazionale'
Vanta una sola presenza. Edmondo Fabbri lo schierò nella squadra che il 20 novembre 1963, ad Ankara, pareggiò 2-2 (1-0) con la Turchia la gara d'andata del primo turno delle qualificazioni olimpiche.
Tamborini era stato anche inserito nella rosa dei 22 giocatori che, nel settembre 1964, si stavano preparando per i Giochi Olimpici di Tokyo, cui non presero parte per l'accusa di professionismo rivolta dal CIO (Comitato Olimpico Internazionale) ad alcuni componenti, benché essi fossero formalmente in regola con le norme FIFA.

### Allenatore
Allenò l'Angizia Luco. Nella stagione 1983- 84 vinse il campionato di Promozione abruzzese e l'anno seguente, 1984 - 85 vinse anche il campionato Interregionale, portando l'Angizia in Serie C2. Nel campionato 1985- 86 fu sostituito a stagione in corso da Giuseppe Scafati. Nel 2020 è alla guida del settore giovanile del Monte San Biagio

## Palmarès

### Calciatore
- Coppa Italia: 1

Roma: 1963-1964
- Campionato italiano di Serie B: 1

Varese: 1969-1970